# Gelijkspel
Gelijkspel is een gelijke eind- of tussenstand bij een competitie. Een synoniem voor gelijkspel is 'kiet' van het Franse quitte. Onbeslist of draw zijn ook gangbare benamingen.
In veel sporten wordt gelijkspel als een onbevredigende uitslag ervaren. Om de kans op gelijkspel te verminderen worden dan maatregelen getroffen om de competitiviteit te verhogen en gelijkspel minder aantrekkelijk te maken. Zo geldt in de voetbalcompetitie 3 punten voor winst, 0 voor verlies en 1 voor gelijkspel.
In toernooien en toernooifasen met een knock-outsysteem is een gelijkspel onmogelijk omdat slechts een van de partijen door kan naar de volgende ronde, maar er zijn meer competities waar een gelijkspel niet als uitslag erkend wordt.
Er zijn uiteenlopende manieren om tot een beslissing te komen: tiebreaks in het tennis, strafschoppenseries in het voetbal, jurybeslissingen in het boksen. Ook lotingen komen voor en er bestaan soms gedetailleerde reeksen criteria; in het voetbal onder andere doelsaldo en aantal uitgoals.
Tiebreaks in het schaken zijn vaak op zichzelf staande wedstrijden met een verhoogd speeltempo, die vooral in knock-outcompetities voorkomen. In gewone competities en toernooien kunnen weerstandspunten en Sonneborn-Bergerpunten gebruikt worden.  
Wanneer een gelijkspel als een bijzondere, eervolle gebeurtenis wordt beschouwd, kunnen de gelijk geëindigden elk dezelfde ongedeelde prijs ontvangen, als het reglement daarin voorziet. Vaak noemt men dit ex aequo.
Enkele mogelijkheden qua prijsuitkeringen:
1. Ex aequo: Winnaars die gelijk geëindigd zijn krijgen elk de volle prijs.
2. Gedeelde prijs: Elke winnaar heeft hetzelfde deel van de prijs.
3. Lagere notering: Een gelijkspel geeft een lagere waardering zodat de prijs minder is..

## Enkele sporten
- Bij dammen, molenspel en boter-kaas-en-eieren is gelijkspel de logische uitkomst van het spel als beide spelers perfect spelen, zoals bij analyse (met computers) is gebleken.
- Bij golf bestaan de meeste professionele toernooien uit vier rondes. Van tevoren wordt aangegeven hoeveel spelers zich na twee rondes kwalificeren voor het weekend. Meestal zijn dat 65 spelers plus alle spelers die dezelfde score hebben als nummer 65. Alleen de spelers die de laatste twee rondes spelen, krijgen prijzengeld. Spelers die een bepaalde positie delen, aangegeven door T (T8 = gedeeld 8ste plaats), delen het prijzengeld en krijgen evenveel.
- Bij schaken en dammen heet een gelijkspel remise. Op topniveau komt remise in beide sporten meer voor dan besliste partijen.
- In Japanse vechtsporten zoals judo of karate heet het hikiwake.
- In go heet het jigo. Dit komt maar in twee procent van de partijen voor en soms wordt een gelijkspel uitgesloten door een speciale puntentelling, waarbij een van de spelers een halve steen voorsprong krijgt.
- In officiële voetbalwedstrijden was gelijkspel tot 1923 geen optie en speelde men door tot er gescoord werd (golden goal) of werd de wedstrijd overgespeeld.[1] Pas tientallen jaren later erkende de FIFA strafschoppenseries om beslissingen te forceren. Dergelijke wedstrijden worden genoteerd als gelijke spelen, al wint maar een van de partijen het toernooi of het recht op deelname aan de volgende ronde.